# 鄞州银行
鄞州银行是中国浙江省宁波市一家银行，原名鄞州农村合作银行，成立于2003年，是中国大陆首家由民营资本控股的股份合作制银行。鄞州银行总部位于宁波市鄞州区，主要服务对象为区域经济，小企业和城乡居民。

## 历史
- 1987年，鄞州银行前身——鄞县信用联社经中国人民银行批准，与农业银行脱钩。
- 1998年，鄞县信用联社成为江浙沪三地首家实行一级法人核算管理试点的信用联社。
- 2001年，鄞县信用联社组建成为鄞州农村合作银行。
- 2003年，鄞州银行正式挂牌营业。